# Griqua
Griqua (afrikaans: griekwa) er en undergruppe af Sydafrikas multietniske farvede.
,
Griquaerne er ofte regnet som etnisk og kulturelt blandet folkeslag, hvis ophav går tilbage til blandingsægteskaber eller seksuelle relationer mellem europæiske kolonister i Kapkolonien og khoikhoierne, som allerede boede der i det 17. og 18. århundrede. Denne antagelse kommer antagelig fra navnet som en blandet gruppe af grigriquaer (en gruppe Kapkhoikhoier), "bastarder", koranna og tswana som levede på stedet for dagens Griekwastad, fik i 1813 af pastor John Campbell fra London Missionary Society (tidligere Klaarwater). Ifølge Isaac Tirion, levede grigriquaerne allerede i denne nordøstlige sektion af Kapkolonien i 1730.
Genetiske beviser indikerer, at majoriteten af dagens griqua–befolkning er en etnisk blanding af europæiske gener, som dateres tilbage til Jan van Riebeecks tid blandet med khoikhoi og senere, afrikanske (hovedsagelig tswana) folkeslag, med kun mindre indslag af san.
Den totale griqua–befolkning er ukendt. Folket blev ødelagt af en række faktorer. Den vigtigste er apartheid–epoken, hvor mange griquaer valgte at skjule sig blandt betegnelsen "farvede" af frygt for, at deres griquarødder kunne placere dem i lavere niveau blandt afrikanerne. Det,som er sikkert, er, at en betydelig del af befolkningen har griquarødder (dvs. khoikhoiforfædre). Desværre bliver mennesker med denne baggrund ofte set ned på i Sydafrika.
Griquaerne har givet navn til flere dele af Sydafrika som "Griqualand", eftersom de migrerede bort fra andre befolkningsområder.
- Griqualand East er et område omkring Kokstad i grænseområdet mellem Eastern Cape og KwaZulu-Natal. Dette område blev befolket af Adam Kok III og 2000 griquaer, som fulgte ham over Drakensberg i 1861. Griquaerne blev stort set absorberet af den lokale xhosa–befolkning.
- Griqualand West er området omkring Kimberley og blev vigtigt, da der her blev fundetdiamanter.